# Список депутатов Мажилиса намояндагон Парламента Таджикистана IV созыва

## Список
Список депутатов Мажилиса намояндагон Парламента Таджикистана IV созыва:
1. Зухуров Шукурджон
2. Махмудов Насрулло Рахматович
3. Миралиев Амиршо
4. Сироджов Шарофиддин
5. Гаффорова Назира
6. Джабборов Домуллоджон Ҳоджиевич
7. Шабозов Мирганд
8. Гулов Сафарали
9. Ватанов, Махмадалӣ Махмадуллоевич
10. Талбаков, Исмоил Иброхимович
11. Азимов Амиркул
12. Садриддинов Бадриддин Талбакович
13. Раджабов Сафарали Худоёрович
14. Кенджаева Мунаввара
15. Саиди Ёкубзод
16. Сафаров Зайниддин
17. Салимзода Олим
18. Хисориев Махмадамин Исматович
19. Хайринисо Юсуфи
20. Самадова Махсуда Абдугафуровна
21. Хонов Абдураҳмон
22. Фелалиев Акрамшо Саидшоевич
23. Катаев Амир Хабибович
24. Кабиров, Мухиддин Тиллоевич
25. Давлатов, Давлатали Раджабалиевич
26. Окилов Нурулло Иноятович
27. Имомов Азизмат Холматович
28. Каримов Махмадрахим
29. Давлатов, Убайдулло Абдуллоевич
30. Хакимов, Мироджиддин Дустмуродович
31. Холов Саттор
32. Низом Косим пури Джахонгир
33. Расулов Ашурбек
34. Сафаров Олимджон
35. Мукумова, Сабохат Аминовна
36. Сафаров Амирхон
37. Турдиматова, Нодира Мирзоалиевна
38. Назриев Мусаябшо
39. Курбонов Бег Холович
40. Шабдолов, Шоди Давлятович
41. Рабиева Галия Рабиевна
42. Эсанкулов Эшбури Турахонович
43. Салимов Абдуджалол
44. Самадов Шакарбек Додхоевич
45. Шарипов, Сухроб Ибронович
46. Амиршоева Саодат
47. Саъдуллоев Хабибулло Найимович
48. Зиёратшо Саъдулло
49. Хисайнов Умарали Фаттохович
50. Самадов Турахон
51. Саидмуродов Лутфулло Хабибуллоевич
52. Исматуллоев Дилшод
53. Джонов Назрулло
54. Нозимов Махмадшариф
55. Иномов Абдузафар
56. Гиёев Сайфулло Неъматович
57. Авзалшоева Бибидавлат
58. Баракатулло Атоходжа

## Фракции
Состав фракций политических партий в нижней палате парламента Таджикистана, по итогам парламентских выборов 2010 года.
| Фракция                                     | Руководитель      | Кол-во депутатов | Доля голосов |
| ------------------------------------------- | ----------------- | ---------------- | ------------ |
| Народно-демократическая партия Таджикистана | Махфират Хидирова | 44               | 70,6 %       |
| Партия исламского возрождения Таджикистана  | Мухиддин Кабири   | 2                | 8,2 %        |
| Коммунистическая партия Таджикистана        | Шоди Шабдолов     | 2                | 7,0 %        |
| Партия экономических реформ Таджикистана    | Олимджон Бобоев   | 2                | 5,3 %        |
| Аграрная партия Таджикистана                | Амир Карокулов    | 2                | 5,1 %        |